# Избори у Србији 2008.
У Републици Србији су током 2008. одржани следећи избори:
- 20. јануара и 3. фебруара:
  - за председника Републике

- 11. маја:
  - за народне посланике у Народну скупштину
  - за посланике у Скупштину Војводине
  - за одборнике скупштина општина и градова